# Montgomery Brawl
«Montgomery Brawl» es un sencillo del rapero de comedia radicado en Detroit Gmac Cash. La canción es un relato humorístico de los acontecimientos de la pelea frente al río en Montgomery y celebra a los defensores del evento. «Montgomery Brawl» se volvió viral y, en general, fue bien recibida por la crítica por su humor.

## Antecedentes
Gmac Cash es un rapero de comedia de Detroit . Es mejor conocido por sus canciones «Big Gretch», un sencillo que elogia a la gobernadora Míchigan, Gretchen Whitmer, y «Giant Slide», una canción sobre un notorio tobogán en Belle Isle Park.
El 5 de agosto de 2023, un grupo de navegantes blancos atacó a un oficial jefe negro en el Montgomery Riverfront después de que éste desató su bote y lo movió «tres pasos hacia la derecha» del espacio reservado para un barco, el Harriott II. El ataque inicial duró unos 60 segundos. Unos minutos más tarde, con la asistencia del oficial principal, atracó el Harriet II. Numerosos pasajeros negros desembarcaron y atacaron a los blancos que se encontraban en el extremo opuesto del muelle, lo que provocó la pelea frente al río en Montgomery. Gmac Cash reconoció la pelea en general y los actos de los defensores negros en particular como una marca importante en la historia afroestadounidense y le dijo al Detroit Free Press que «Este fue realmente un gran momento para nosotros... Siento que este es un momento que demuestra que podemos unirnos, que nos apoyamos mutuamente y eso es lo que debemos hacer todo el tiempo en cada situación en lugar de sentarnos a mirar con la cámara de un teléfono».

## Música y letras
«Montgomery Brawl» ha sido descrito como un «himno del rap» cómico que relata los acontecimientos de la pelea de Montgomery.  Escribiendo para The Fader, el periodista Jordan Darville describió el ritmo de la canción como «puro Michigan repetitivo» y detalló que «Gmac adopta la postura de un amigo que está delineando el video para alguien que no lo ha visto, lleno de orgullo en todo momento». Gmac Cash hace referencia a varios defensores individuales, incluido el «tío de la silla», un defensor negro que utilizó una silla plegable como arma improvisada. Gmac Cash también destacó las habilidades de natación de «Black Aquaman», un defensor de 16 años a quien elogió como «el primer hombre negro en nadar hacia una pelea».

## Recepción
«Montgomery Brawl» ha sido elogiada en general por los críticos musicales. Escribiendo para HipHopDX, la periodista Mackenzie Cummings-Grady elogió el sencillo como «divertidísimo». Darville compartió la evaluación de Cummings-Grady sobre el éxito cómico de la canción y concluyó que «Montgomery Brawl» es «un resumen hilarante» de los eventos y «la canción que merece un pedazo de la historia».
La canción se volvió viral y ha sido vista millones de veces en las redes sociales. Hasta la tarde del 8 de agosto de 2023, el vídeo musical de la canción había sido visto más de 1,3 millones de veces en Twitter. Varios raperos destacados, incluidos Big Sean, Sexyy Red y GLC, apoyaron «Montgomery Brawl» en comentarios en la página de Instagram de Gmac Cash.

### Citas
1. 1 2 3  Darville, 2023.
2. ↑  The Daily Beast, 2023.
3. 1 2 3 4  Barmore, 2023.
4. 1 2 3  Cummings-Grady, 2023.
5. ↑  
Barmore, 2023; Cummings-Grady, 2023; The Daily Beast, 2023.
6. ↑  
Cummings-Grady, 2023; Darville, 2023.
7. ↑  
Barmore, 2023; The Daily Beast, 2023.